# Johan Ribbing
Johan Ribbing, född 1642, död 20 november 1700 under slaget vid Narva, var en svensk militär, generalmajor av finska kavalleriet.

## Biografi
Ribbing blev student vid Uppsala universitet 1653. År 1666 blev han fänrik och löjtnant vid Königsmarcks regemente i Stade. Följande år avancerade han till kapten i Dohnas regemente på samma ort. År 1670 blev han major vid det nyuppsatta Jämtlands regemente (eller Anders Plantings regemente). Medan Ribbing var major  förlovade han sig med sin styvsyster Margareta Sofia Stiernsköld men dagen före bröllopet, till vilket även änkedrottningen Hedvig Eleonora var bjuden, övergav han alltsammans och begav sig i tysthet till Finland. 1673 befordrades han till överstelöjtnant vid överste Bünows (pommerska) dragonregemente. Möjligen deltog han då i de svenska kampanjerna i Tyskland under Karl XI:s skånska krig. År 1675 utsågs han till överste för Östgöta fördubblingskavalleriregemente, år 1678 därtill för det Karelska dragonregementet. Hans första äktenskap ingicks med Beata Kurck. Han gifte sig andra gången 1680 med Christina Maria Mörner af Tuna. År 1687 flyttades han som överste till Nylands och Tavastehus läns kavalleriregemente. Han deltog i 1689 års riksdag och var medlem av Sekreta utskottet.  Ribbing löste 1694 in Kankas gård i Masku socken av arvingarna till översten Evert Horn mot en skuld som de hade till familjen Kurck. 

### Stora nordiska kriget
Det stora nordiska kriget bröt ut i februari 1700. Som ett led i krigsförberedelserna utsågs Ribbing till generalmajor av det finska kavalleriet. De finska trupperna rustades och försattes i beredskap för att ännu under våren och sommaren till största delen överföras till Livland. Då även de svenska trupperna i början av oktober hade kommit till Pärnu, bestämde den svenska krigsledningen sig för att angripa Ryssland och inte Polen som hade varit alternativet. Samlingsplats för de svenska, finska och estniska trupperna blev Rakvere. Eftersom ryska trupper belägrade staden Narva i östligaste Estland tågade den svenska hären dit. Den 20 november 1700 stod slaget vid Narva som blev en stor svensk seger. I slagordningen ledde Ribbing en kavallerireserv om 13 finska och estniska skvadroner, som var uppställd bakom svenskarnas vänstra flygel. Han sköts till döds i slaget. 
Den 9 juni 1703 gravsattes Ribbing med sin hustru i Kankas nya grav i Åbo domkyrka utan klockringning. År 1983 återfanns i Kankas gårds gravkapell vid Masku kyrka en namnskylt med namnet Ribbing och årtalet 1700.